# 58 км (зупинний пункт, Одеська залізниця)
58 кіломе́тр (також 185 км) — залізничний зупинний пункт Херсонської дирекції Одеської залізниці.
Розташований неподалік від села Гоголівка Веселівського району Запорізької області на лінії 51 км — Снігурівка між станціями Нововесела (18 км) та Сірогози (20 км).
Станом на лютий 2020 року приміське пасажирське сполучення по 58 км відсутнє.